# Megaselia mountfieldensis
Megaselia mountfieldensis är en tvåvingeart som beskrevs av Ronald Henry Lambert Disney 2003. Megaselia mountfieldensis ingår i släktet Megaselia och familjen puckelflugor. Inga underarter finns listade i Catalogue of Life.